# Mediusella bernieri
Mediusella bernieri là một loài thực vật có hoa trong họ Sarcolaenaceae. Loài này được (Baill.) Hutch. mô tả khoa học đầu tiên năm 1986.